# 909

## Evenimente
- Fondarea Califatului Fatimid.

## Decese
- 13 aprilie: Junaid Baghdadi  (n. 830)